# Парламентарни избори у Књажевини Црној Гори 1906.
Књаз Никола је 29. јуна 1906. године издао указ да ће се избори народних посланика за четворогодишњи скупштински период (1906—1909) извршити цијелој земљи 14. септембра. Изабрана Народна скупштина имала је да се састане у редовни сазив 18. (31) октобра исте године.
Гласање није било тајно како су били одлучили народни посланици распуштене скупштине, на свом трећем састанку 9. децембра 1905.